# Fulvio Giulio della Corgna
Fulvio Giulio della Corgna (Perúgia, 19 de novembro de 1517 - Roma, 2 de março de 1583) foi um cardeal italiano do século XVII.

## Biografia
Filho de Francia della Corgna, nobre perugiano, e Jacopa (Giacoma) Ciocchi del Monte. Seu sobrenome também está listado como Corgnia; como Cornia; como Córnea; e como Corneus. Sobrinho do Papa Júlio III por parte de mãe. Sobrinho-neto do cardeal Antonio Maria Ciocchi del Monte (1511). Parente (tio ou primo) do Cardeal Girolamo Simoncelli (1553).
Ainda jovem ingressou no estado eclesiástico e ingressou na Ordem de São João de Jerusalém (OSIo.Hieros.); ele adotou o nome de Giulio como denominação religiosa, em homenagem ao benfeitor de sua família, o Papa Júlio II. Entrou na corte de seu tio, o cardeal Giovanni Maria Ciocchi del Monte. Arcipreste e depois Clérigo de Perúgia..
Eleito bispo de Perúgia em 5 de março de 1550. Não se sabe quando ou por quem foi consagrado. Governador de Norcia e Montagna, 15 de dezembro de 1550.
Criado cardeal-presbítero no consistório de 20 de novembro de 1551; recebeu o barrete vermelho e o recém-criado título de S. Maria in Via em 4 de dezembro. Renunciou ao governo da diocese, em 22 de março de 1553. Nomeado administrador de Spoleto a pedido de Cosimo de' Medici, duque de Florença, para reprimir os violentos distúrbios que eclodiram naquela cidade em 22 de março de 1553; destituído pelo Papa Paulo IV em 1555. Legado nas cidades de Ascoli e Rieti, 16 de fevereiro de 1554. Participou dos conclaves de abril de 1555, que elegeu o Papa Marcelo II, e de maio de 1555, que elegeu o Papa Paulo IV. Optou pelo título de S. Bartolomeo all'Isola, 29 de maio de 1555. Quando o Papa Paulo IV soube que o cardeal havia avisado seu irmão Ascanio das ordens do papa para prendê-lo por ter estado secretamente em comunicação com agentes do rei Felipe II de Espanha, o pontífice mandou prender o cardeal Della Corgna quando este foi participar do consistório de 27 de julho de 1556; ele foi levado para Castel Sant'Angelo. Logo, porém, as vitórias espanholas nas vizinhanças romanas exigiram que Paulo IV controlasse o seu ódio pelo rei espanhol e se acomodasse à nova realidade da ameaça espanhola após as suas vitórias nas proximidades de Roma; assim, o cardeal Della Corgna foi liberto e retomou seus cargos cardinalícios, embora tenha sido multado em sessenta mil escudos.
Della Corgna optou pelo título de S. Stefano al Monte Celio em 20 de setembro de 1557. Participou do conclave de 1559, que elegeu o Papa Pio IV. Governador de Città della Pieve, 1560. Camerlengo do Sagrado Colégio dos Cardeais, 15 de janeiro de 1561 até 9 de janeiro de 1562. Optou pelo título de S. Agata alla Suburra, atribuído como título, 18 de maio de 1562. Nomeado novamente para a sé de Perugia, 6 de setembro de 1564. Optou pelo título de S. Ângelo em Pescheria, diaconia atribuída como título, 7 de fevereiro de 1565. Participou do conclave de 1565-1566, que elegeu o Papa Pio V. Optou pelo título de S. Lorenzo em Lucina, 30 de janeiro de 1566. Optou pelo título de S. Adriano al Foro, diaconia designada como título, 3 de março de 1567. Participou do conclave de 1572, que elegeu o Papa Gregório XIII. Promovido a ordem dos cardeais-bispos e a sé suburbana de Albano, como cardeal sacerdote mais antigo residente na Cúria Romana, em 5 de maio de 1574; por causa dos novos decretos do Concílio de Trento que proibiam o pluralismo episcopal, ele renunciou nesta época ao governo da diocese de Perugia. Passou para a sé suburbana de Porto e Santa Rufina, em 5 de dezembro de 1580. Sub-Reitor do Sagrado Colégio dos Cardeais.
O cardeal Fulvio Giulio della Corgna morreu em Roma em 2 de março de 1583. Sepultado na Capela Del Monte da igreja de S. Pietro in Montorio.